# Huttendorf
Huttendorf (en alsacià Híttedorf) és un municipi francès, situat a la regió del Gran Est, al departament del Baix Rin. L'any 1999 tenia 445 habitants.
Forma part del cantó de Haguenau, del districte de Haguenau-Wissembourg i de la Comunitat d'aglomeració de Haguenau.

## Demografia
| 1962 | 1968 | 1975 | 1982 | 1990 | 1999 |
| ---- | ---- | ---- | ---- | ---- | ---- |
| 295  | 394  | 303  | 381  | 433  | 445  |

## Administració
| Període   | Identitat         | Partit | Qualitat |  |
| --------- | ----------------- | ------ | -------- |  |
| 1945-1965 | Alfred Barthel    |        |          |  |
| 1965-1977 | Lucien Durrheimer |        |          |  |
| 1977-1989 | Joseph Wieser     |        |          |  |
| 1989-2008 | Bernard Ritter    |        |          |  |
| 2008-     | Pierrot Winkel    |        |          |  |